# セイビアン
セイビアン（英・SABIAN）は、カナダのシンバルメーカー。1981年創業と歴史は浅いものの、ジルジャン、パイステと並ぶ世界3大シンバルメーカーの一角を占める。

## 概要

### 沿革
セイビアンは1981年にロバート・ジルジャンがカナダ・ニューブランズウィック州メダクティックに設立した。ロバートはジルジャン社の社長であったアヴェディス・ジルジャン三世の息子である。1977年、アヴェディス三世がジルジャン家のルールに従って、ジルジャン社の社長に長男のアーマンド・ジルジャンを任命した。しかしこれが後に家庭内の不和を引き起こし、ロバートとアーマンドの実の兄弟の間での法廷闘争に発展した。
調停により、ロバート・ジルジャンはアヴェディス三世が1968年にカナダ・ニューブランズウィック州・メダクティックに設立した「AZCO社」の工場を手に入れる。この工場はKジルジャンシリーズを製造しており、ロバートは責任者を務めていた。そして、この頃にはジルジャン社はトルコでのシンバル製造を終了させていた。
兄弟の争いはこれで終わりとはいかなかった。アーマンドとロバートは、どの工場でKジルジャンシリーズを製造するべきかという点で対立した。ロバートは従来通りカナダ工場で生産すべきと主張したが、ジルジャン社の新社長に就任したアーマンドはエルヴィン・ジョーンズやトニー・ウィリアムスの助言を受け、Kジルジャンシリーズをアメリカで製造するべきだと強く主張した。
アヴェディス三世没後の1979年、ついにアーマンドとロバートの2人で会社を分割するという事態にまで至る。ロバートは、自身が責任者を務めていたカナダ・ニューブランズウィック州・メダクティックの「AZCO社」の工場を手に入れ、シンバル製造を始める。そして会社を分割する際にロバートとアーマンドは、「ロバートが『Zildjian（ジルジャン）』という名前を使わない」「ロバートのシンバルはジルジャンの製品と同じ物であると主張しない」という条件で合意した。そのため、ロバートは新たに発足する企業の社名を、自身の子どもの名前の最初の2文字（"Sa"lly、"Bi"ll、"An"dy）の組み合わせから「SABIAN」と命名した。ロバートは創業間もない無名のセイビアンをジルジャン、パイステと並ぶ世界3大シンバルメーカーに成長させ、2013年3月に逝去。現在は末息子のアンディ・ジルジャンが社長を務めている。
ロバートはセイビアン創業後、伝統的なB20ブロンズを採用したシンバルとしてHH（Hand Hammered）とAA（Automatic Anvil）という2つのシリーズの製品群を発売した。その後、より幅広いジャンルの音楽に合ったシンバルとして、HHXシリーズとAAXシリーズを発売した。また、ジャック・ディジョネットやフィル・コリンズ、ニール・パート、テリー・ボジオ、デイヴィッド・ガリバルディ、ジョジョ・メイヤー、エド・シグペンなど、特定のドラマーの要望に応えたシグネチャー・モデルも開発、発売している。セイビアンとジルジャンがシンバル製造に使用しているブロンズは同じものだが、セイビアンは数々のドラマーのシグネチャー・モデルを開発、発売するなど、ジルジャンに比べてそれぞれ音色が違う多様な製品ラインナップを揃えている。

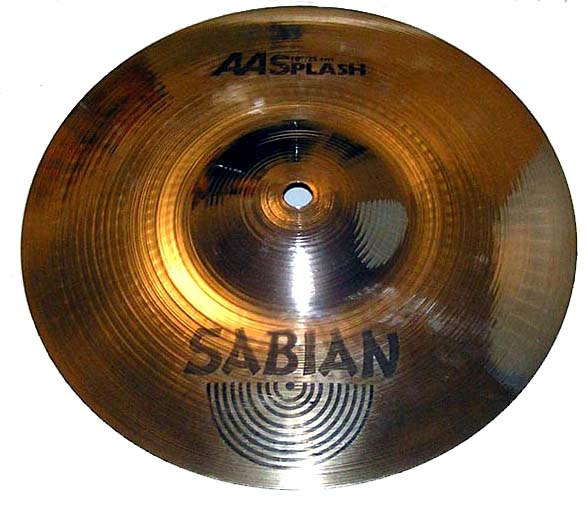
AA Splash (10")

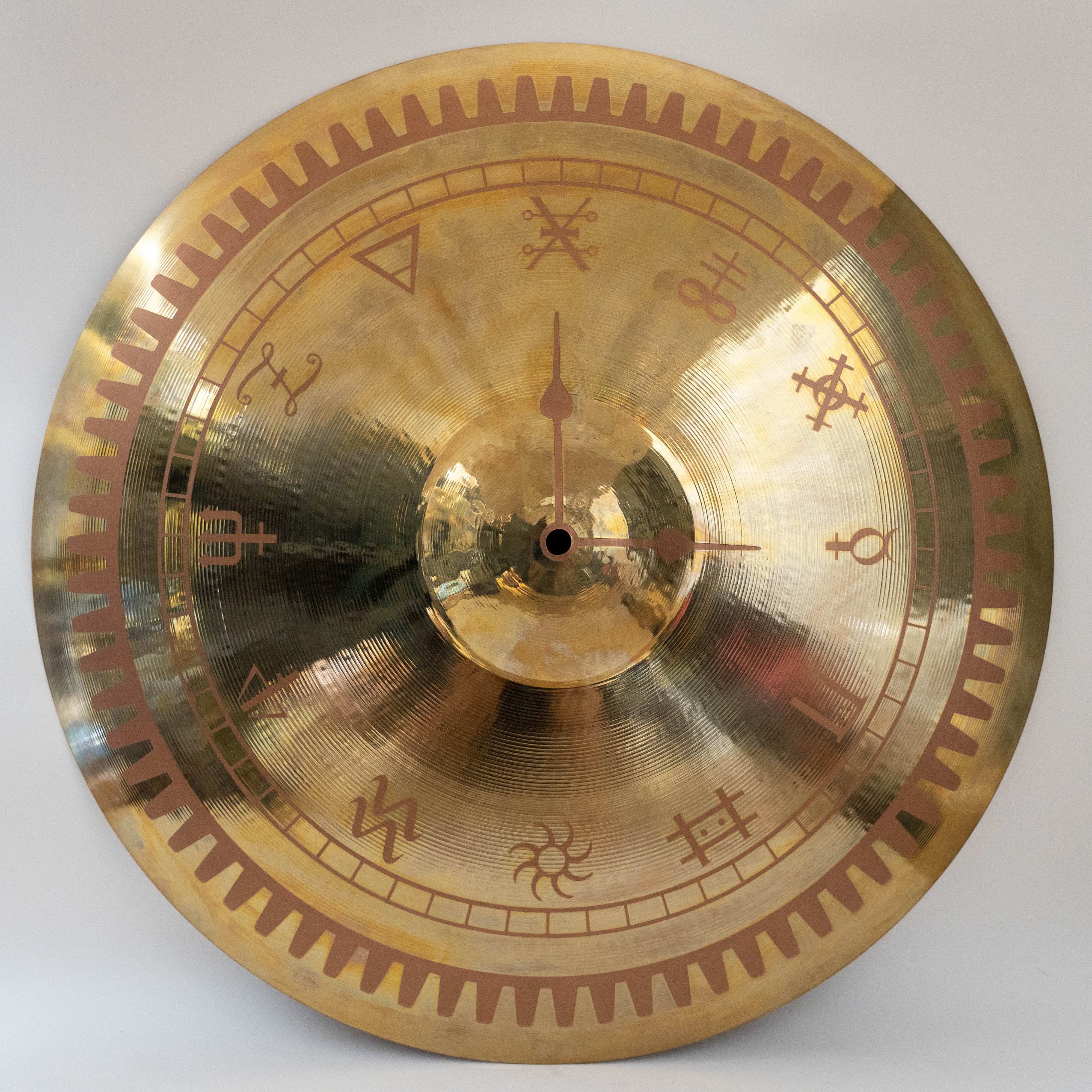
Paragon Ride (22") Limited Edition Steampunk。"PARAGON"シリーズはニール・パートのために開発したシリーズで、本人もPARAGON完成後は、すべてのシンバルをPARAGONシリーズで固めていた。そして、Rushが2010年～2011年にかけて開催した「Time Machine Tour」では、演奏で使用するPARAGONシリーズのシンバルすべてに"Steampunk"という意匠のペイントを施していた。写真のシンバルは、セイビアンが全世界300枚限定で販売したもの

### 製品ライン

#### ドラムセット向け

##### B20キャスト・ブロンズ製
・AA

・HH

・AAX

・HHX

・XSR（B20キャストブロンズを使用しながら、比較的低価格なシンバル）

・FRX（レコーディングや小規模な会場での演奏に向けたシンバル。カップやエッジなどに小さな穴を多数開けて、高域の倍音を制御している）

・Artisan（主にジャズ演奏に向けたシンバル）

・Crescent（主にジャズ演奏に向けたシンバル。2015年1月31日に買収したCrescent cymbals社の製品を継続し、新製品も発売）

・PARAGON（ニール・パートのシグネチャーモデル）

・SR2（展示会や店頭での展示品や、契約ドラマーへの貸し出し品を回収し、プリントを落としてレイジングし直すなどの加工を施して安価で提供するライン）

##### B8シート・ブロンズ製
・B8X

##### ブラス製
・SBr

#### オーケストラ、ドラム・コー向け

##### B20キャスト・ブロンズ製
・AA

・HH

・AAX

・HHX

・XSR

・Artisan

##### B8シート・ブロンズ製
・B8X

##### ブラス製
・SBr

#### SABIAN Custom Shop
以上の既製品を販売するほかに、シンバル全体の傘の開き方や、カップの大きさ、レイジングの種類などを指定して、独自のシンバルを発注できる「SABIAN Custom Shop」というサービスも提供している。

## 主なエンドーサー

### 海外
- イグナシオ・ベローア
- グレッグ・ビソネット
- テリー・ボジオ
- ウィル・カルホーン（リヴィング・カラー）
- ビリー・コブハム
- フィル・コリンズ（ジェネシス）
- ジャック・ディジョネット
- ダニエル・アーランドソン
- エイドリアン・アーランドソン
- スティーヴ・フェローン
- デイヴィッド・ガリバルディ
- トーマス・ハーケ（メシュガー）
- ジェフ・ハミルトン
- ジーン・ホグラン
- ケリー・ケイギー（ナイト・レンジャー）
- ジョジョ・メイヤー
- ロッド・モーゲンスタイン
- ニール・パート（ラッシュ）
- マイク・ポートノイ
- ダフニス・プリエト
- リッキー・ロケット（ポイズン）
- クリストフ "ドゥーム" シュナイダー（ラムシュタイン）
- トッド・スーカマン（スティクス）
- チェスター・トンプソン（ジェネシス、フィル・コリンズ）
- ジェフ・ワッツ
- デイヴ・ウェックル

### 日本国内
パール楽器製造が日本国内でセイビアンの代理店となっている関係から、パールドラムの国内のエンドーサーはほとんどがセイビアンのシンバルを使用している。

※五十音順
- 青木和義（T-BOLAN）
- 赤松芳朋（SOPHIA）
- アキレス健太（感覚ピエロ）
- 五十嵐公太（ATOMIC POODLE、元JUDY AND MARY）
- 伊地知潔（ASIAN KUNG-FU GENERATION、PHONO TONES）
- 小笠原拓海（山下達郎サポート）
- 小田原豊（REBECCA）
- 金子ノブアキ（RIZE、RED ORCA）
- 河本あす香（打首獄門同好会）
- 工藤義弘（EARTHSHAKER）
- 黒瀬蛙一
- KENTA（SPYAIR）
- KOUICHI（10-FEET）
- 小林香織
- Sakura（ZIGZO、Rayflower、gibkiy gibkiy gibkiy、元L'Arc～en～Ciel）
- shuji（元Janne Da Arc）
- 淳士（BULL ZEICHEN 88、元SIAM SHADE）
- 真矢（LUNA SEA）
- Shinya（DIR EN GREY、SERAPH）
- 鈴木政行（LOUDNESS）
- 田浦楽
- 高橋まこと（元BOØWY）
- 田丸勇（ANTHEM）
- つのだ☆ひろ
- TETSU（D'ERLANGER）
- TOSHI NAGAI
- 富田京子（元プリンセス プリンセス）
- 長谷部徹
- haruna（LOVEBITES）
- ファンキー末吉（X.Y.Z.→A、爆風スランプ）
- Marina（Aldious）※ドラムはPearlではなく、DWとエンドース契約をしている。
- 宮脇“JOE”知史
- 村石雅行
- 村上 “ポンタ” 秀一
- 森山威男
- yukihiro（L'Arc～en～Ciel、geek sleep sheep、Petit Brabancon）
- RINA（SCANDAL）

など